# Pucikwar (langue)
Le pucikwar est un langage éteint, anciennement parlé par les peuples autochtones des îles Andaman en Inde, les Pucikwars (en),,,.

## Histoire
Le recensement indien de 1901 fait état de 24 locuteurs à cette date. La langue est considérée comme éteinte. Elle disparait pendant la colonisation anglaise de l'Inde.

## Famille
Le pucikwar appartient à la famille des langues grand-andamanaises,,,.